# Niebezpieczna dzielnica
Niebezpieczna dzielnica (tyt. oryg. Wrong Side of Town) – amerykański film fabularny z 2010 roku, wyreżyserowany przez Davida DeFalco, z wrestlerami Dave’em Batistą i Robem Van Damem obsadzonymi w rolach głównych.

## Fabuła
By uratować swoją porwaną nastoletnią córkę, dawny żołnierz Marines Bobby Kalinowsky zmuszony jest do wyzwania na pojedynek brutalnego gangu zabójców, dowodzonego przez byłego przyjaciela Bobby’ego z wojska, Big Ronniego.

## Obsada
- Dave Batista (w czołówce jako David Bautista) − Big Ronnie („B.R.”)
- Rob Van Dam − Bobby Kalinowsky
- Marrese Crump − Markus
- Ja Rule (w czołówce jako Ja Rule / Jeffrey Atkins) − Razor
- Lara Grice − Dawn Kalinowsky
- Edrick Browne − Clay Freeman
- Ava Santana − Elise Freeman
- David DeFalco − Demon
- Nelson Frazier Jr. − Animal
- Omarion (w czołówce jako Omarion / Omari Grandberry) − Stash
- Stormy Daniels − Stormy
- Randal Reeder − Trouble